# 家娛頻道
家娛頻道（Jia Yu Channel）是一個馬來西亞電視頻道，2005年11月17日開播至2014年4月1日停播。家娛頻道的節目大多數用粵語和中文播放；播放資訊有新聞、娛樂資訊、專訪、社會各階層事務等節目。
家娛頻道除在馬來西亞本土通過手機網絡播放外，並于2006年9月29日至2009年8月31日一度於香港now寬頻電視第538頻道播放，2009年11月17日至2016年2月1日透過靖天傳播在中華電信MOD開設家娛國際台。
該頻道的節目有七成內容來自廣東電視台和香港，其他則來自擁有該頻道的一家馬來西亞公司Cosmos Discovery Sdn Bhd.。

## 節目

### 生活娛樂
- 金牌一族 本
- Mary Go Round 本
- 英皇娛樂Fun紛紛
- 巨星娛溫 本
- Mary去街街 本
- 樂人大曬 本
- 時尚
- 時尚你最潮
- 時尚放送
- FUN轉娛樂天 本
- Faye常好聽 本
- 亞洲新勢力 本
- M字行頭 本
- 尚流生活
- 時尚鳳 本
- C家空間 本
- 詩家音樂 本
- 音樂樂園 本
- 粵港澳零距離（未完放）

### 旅遊美食
- 飛自遊 本
- 我愛返尋味
- 畅游天下
- 旅行台灣
- 搵食唔艱難 本
- 香港味道
- 嘆盡全世界
- 搵食唔艱難2 之食在神州 本
- 點止好玩咁簡單5 ：享自遊 本
- 從香港出發II
- 美食特工
- 開心假期
- 逍遙遊
- 活力九州
- 背脊朝天乜都食 本
- 品牌流行Cook!
- 健康食府
- 星光逍遙遊 本
- i-Travel智遊幫 本
- 大嫂好嘢 本
- 走遍江西
- 澳門星級廚房 本
- 盡情Fun享 本
- 點止好玩甘簡單 本
- 點止好玩咁簡單 IV - 澳洲自駕游 本

### 新聞資訊
- 珠江新聞眼 （前稱「630新聞」）
- 今日關注
- 家娛資訊點心 本
- 解密大行動
- 家鄉好梅州-之走出圍龍
- 家鄉好梅州
- 邊睇邊傾
- 人在他鄉
- 中山故事
- 今日廣東
- 商悅人生 本
- 珠海特區
- 南海鳳
- 正午報導
- 屬於你的東莞
- 今日江門
- 魅力東莞
- 盛世話收藏
- 創造企跡 本
- 海外中山人-北美洲篇
- 龍在天涯 本
- 新聞在線
- 正午報導
- 中國印象
- 健康科學 本
- 尋找醫術新智慧
- 天下聊齋（未完放）

### 精彩劇場
- 我愛茨廠街 經
- 囍事重重 本
- 真假一家親 經
- 狂情醫生 經
- 大話黃飛鴻
- 夜傾情
- 今生今世 經
- 生死兄弟
- 我主風雲之天算不如人算 本
- 外來媳婦本地郎
- 七十二家房客
- 大慈善家 經
- 楓國之旅 經
- 我主皇朝 經
- 命運 經
- 東方教母 經
- 女主天下 經
- 竹門對木門 經
- 月有陰晴圓缺 經
- 人上人 經
- 薔薇之淚 經
- 生命戰士 經
- 圍裙Daddy 經
- 真相 經
- 單身一族 經
- 情聚一刻4x4 經
- 濃情化不開 經
- 情路交叉點 經
- 搶錢一族 喜
- 咫尺迷情 經
- 怒海狂花 經
- 都市1/2 經
- 天才夢 經
- 火風凰 經
- 無敵一家親 經
- 再生花 經
- 聽青春的聲音 經
- 烈火戀 經
- 眾裡尋她一千度 經
- 擦出彩虹 經
- 誰是兇手 經
- 義鎖情心 經
- 錯債 經
- 昨天、今天、明天 經
- 有一個傳說 經
- 原則十二少 經
- 愛的真諦 經
- 伴娘之苦 經
- 摩登姑婆屋 經
- 命運專家 經
- 四海風暴 經
- 留住驕陽 經
- 喜氣洋洋 經
- 永恆的愛 經
- 人間友情 經
- 舞出愛火花 經
- 創業先鋒 經
- 半生情未了 經
- 城市妙人 喜
- 城市妙人II 喜
- 深爱著你 經
- 白衣天使 經
- 義海風雲
- 千嬌百媚
- 特區大亨
- 天下有情之天涯路
- 巨浪 經
- 家婆新抱 經
- 破曉 經
- 創世情 經
- 跪下
- 情緣遺恨
- 冷月寒秋
- 美食天后
- 起跑天堂
- 灰姑娘
- 柔情俠醫 經
- 阿蘭的故事 經
- 血染的情書 經
- 高處不勝寒 經
- 正德演義
- 寶島少女成功記
- 情迷海上花
- 義本無悔
- 秦王李世民
- 火蝴蝶
- 臥薪嘗膽
- 有求必應
- 車神
- 真的好想你
- 城市女人心
- 最愛是誰 經
- 福星拱照 經
- 一帆風順 經
- 我和我的兄弟。恩 本
- 服裝店的故事
- 關東英雄

### 動畫世界
- 猜拳超人
- 神獸金剛
- 大角牛夢工場
- 電光快車俠
- 彗星公主
- 智謀家族
- 超級方程式 本
- 貝露莎
- 甜甜仙子II
- 世界名著劇場
- 月咏
- 音迷
- 魔法巧克力
- 猜拳超人
- 小牛向前衝
- 瓢蟲貝貝之烏龍魔法
- 傑米熊之神奇魔術
- 大嘴巴嘟嘟
- 香菇特勤隊之逆襲香菇鎮
- 瓢蟲貝貝之神秘工廠
- 瓢蟲貝貝之拯救古樹
- 如意兔之開心農場I
- 如意兔之開心農場II
- 少年足球
- 天外福星之赤劍傳奇
- 心動的日子
- 南南貓與和京京鼠之正義的呼喚
- 爆走兄弟

### 文化綜藝
- 生存大挑戰
- Live 動全城倒數派對
- 爸爸，辛苦您了
- 劉三姐 - 大型北族歌舞劇
- 蔡幸娟 君心知我心 紀念鄧麗君慈善演唱會 本
- 歡樂珠江
- 盛世龍年特辑 本
- 盛世和韻 廣東春節聯歡晚會
- 風雲十載 實現夢想，創造傳奇
- 粵韻風華-我要上元宵
- 寶墨群星耀南粵
- 粵韻風華 - 七十二家慶元宵
- 娛協特備Be With Us 20th 本
- 2008馬來西亞娛協獎頒獎典禮 本
- 海峽月·中華情
- 娛樂昇平
- 情滿南粵慶元宵
- 元宵情歌會
- 百花迎春2010
- 贏遍天下
- 粵韻風華 - 賀歲電視粵劇：老少奇緣
- 你OK?我OK!非一般廣東歌唱大賽2012 決賽 本
- 我愛返尋味 - 順德年宵品
- 點止好玩咁簡單新春特備2013 本
- 粵韻風華 - 春滿梨園歌不斷
- 歡樂珠江新春樂
- 流星歲月夢蕾情
- 廣東省2011年春節軍民聯歡音樂會
- 情在夜上海
- 粵韻風華-我要上元宵
- 健康食府 - 豪門團圓飯
- 粵韻風華 - 賀歲短劇 《如此父母》
- 我愛返尋味 - 尋找滿族失傳美食
- 點止好玩甘簡單特備：日本大阪！
- 七夕情牽中秋月·情歌對唱全國大賽2012 決賽 本
- 粵韻風華－－情係紅豆五十春
- 健康食府 - 金宛山莊
- 妙手揮春 經
- 七夕情牽中秋月·情歌對唱全國大賽2013 精英選拔賽 本
- 粵韻風華 - 與眾同樂開心夜
- 健康食府 - 金沙灣酒家
- 健康食府 - 怡新素食
- 挑戰極限321
- 鄭達有食福 本
- Craft & Style Discovery
- fnB特輯：LG/Lillian Too 教你吃出好運氣 本
- Pop Star 2011 歌唱大賽 本
- Pop Star 2012 歌唱大賽 本
- 喜團圓
- 感恩的季節：張棟樑越南篇 本
- 《寶鏡》音樂劇 本
- 春天的旋律2013-中馬跨國連線春節晚會 本
- 愛．江夢蕾慈善演唱會 本
- 非常新秀大賽 - 決賽
- 家娛迎春接福至叻Show 本
- 新年新煮意
- 郭黃加盟，雷霆萬鈞，英皇群星大匯演
- 菅芒花也有春天
- 2010年廣州亞運會倒數兩週年歌舞晚會
- 時尚盛典聖誕特輯 本
- 2007亞洲小姐競選（總決賽）
- 香港同胞慶祝中華人民共和國成立59週年文藝晚會
- 星光逍遙遊-聖誕節特備 本
- 廣東衛視長隆跨年狂歡演唱會
- 2010年廣州亞運會入圍歌舞頒獎典禮
- 明日之星 - 第八屆影視新星大賽之總決賽
- 廚神爭霸
- 明日之星 - 第八屆影視新星大賽之資格賽
- 星光逍遙遊-暢遊香港新玩意 本
- 七夕情牽中秋月，雲頂情歌對唱全國大賽2012 半決賽 本
- 馬來西亞國際秋冬髮型秀2011 本
- 麥王爭霸之麥王爭霸粵語歌唱大匯
- 明日之星 - 第八屆影視新星大賽之馬來西亞特輯 本
- 娛樂昇平
- ＂天籍迴響＂菊子廣東客家山歌賞析音樂會
- 星光逍遙游 - 香港迪斯尼樂園5週年慶 本
- ＂青春的山歌＂菊子客家山電視歌會
- 娛樂昇平 - 新年音樂雞尾酒會
- 南粵星輝璀璨夜
- 大馬客家文化之行 - 中秋特別 本
- 娛樂昇平 - 陳肖容學生演唱會
- 我要回家 本
- 粵韻風華十週年慶典
- 娛樂昇平 - ~想擁有一雙翅膀MTV歌手招募大比拼總決選
- 繽紛一個馬來西亞 本
- 娛樂昇平 - 歡樂四會行
- 粵靚越美麗空中網粵靚女生大對決總賽頒獎盛典
- 粵韻風華
- 家娛新春818 本
- 粵韻風華-追頌著名粵劇編劇家陳自強作品晚會
- 粵韻風華 - 群星迎國慶演唱晚會
- 懷念巨星梅艷芳《蔓珠莎華》音樂劇 本
- 年年歡樂 本
- 麥王爭霸之最愛粵語歌
- 2012讓夢想飛廣東衛視長隆魔幻跨年歌會
- 家娛戶曉迎新歲2010 本
- 喜兔南國鬧新春
- 家娛戶曉迎新歲2011 本
- 中國遼寧大型民族女子音樂秀：女兒嬌
- 家娛戶曉迎新歲2012 本
- 2012年馬來西亞世界小姐 本
- 家娛戶曉迎新歲2013 本
- 東南亞華人音樂節 本
- 家娛戶曉迎新歲2014 本
- IPC荣耀春晚 本
- 七夕情牽中秋月·情歌對唱全國大賽2012 決賽 本
- 時來運轉新年特輯 本
- 盛世山歌唱和諧 - 泛珠三角優秀客家山歌邀請賽頒獎晚會
- 卓依婷經典名曲演唱會
- 春天的旋律2012-中馬泰跨國連線春節晚會 本
- 長隆·龍騰賀歲萬家歡
- 流星歲月夢蕾情
- 喜兔南國鬧新春
- 聲震世界唱迎2010
- 香港同胞慶祝中華人民共和國成立60週年文藝晚會
- 蔡幸娟 · 君心知我心~紀念鄧麗君慈善演唱會 本
- 香港同胞慶祝中華人民共和國成立62週年文藝晚會
- 天使有情 大愛無彊
- 鄭錦昌 謝玲玲 心連心 經典重聚慈善演唱會 本
- 香港同胞慶祝中華人民共和國成立63週年文藝晚會
- 你OK?我OK! 非一般廣東歌唱大賽2012 複賽 本
- 粵港一家親群策群力創雙贏
- 香港同胞慶祝中華人民共和國成立61週年文藝晚會
- 2010廣東電視台春節晚會
- 英雄傳說
- 家娛倒數派對2009 本
- 八星報喜慈善演唱會
- 超級比一比 本
- MGR Special - MITHE 2013 本
- PopStar偶像拼霸戰2009 本
- 野外長征2008 本
- 2012 Countdown Concert Party 本
- 兒童藝能全國大賽 本
- 光輝四十載，謝玲玲風華再現，2010慈善演唱會 本
- 2013 巴生義烏友好城市國際商品展銷會 本
- 粵韻妙曲 本
- 香港亞洲流行音樂節
- 南寧與東盟
- 活力廣東浪漫夏威夷之夜
- 歌聲的翅膀
- 高唱新年 本
- 夜．明
- 八星報喜
- 最佳拍檔
- 最佳拍檔 大顯神通
- 無敵幸運星
- 吉星拱照
- 春天的旋律2014- 跨國春節晚會
- 亡命之逃
- 家娛戶曉迎新歲之盛世龍年 本
- 火遮眼
- 2012年CAS馬來西亞慈善公益美後 本